# Taquigrafia de Gabelsberger

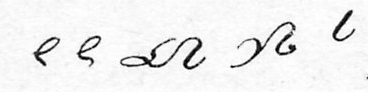

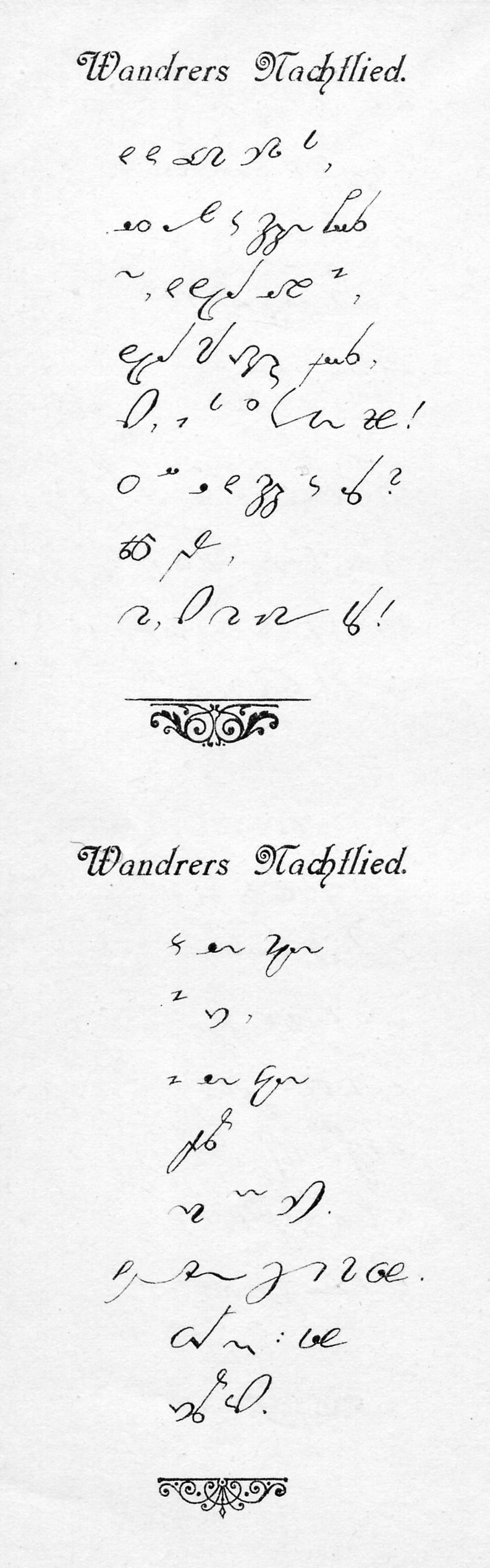
Dois poemas de Goethe escritos com a Taquigrafia de Gabelsberger

Taquigrafia de Gabelsberger é uma forma de taquigrafia que foi comum na Alemanha e Áustria. Criada em 1817 por Franz Xaver Gabelsberger, foi descrita totalmente em 1834 no livro Anleitung zur deutschen Redezeichenkunst oder Stenographie e rapidamente começou a ser usada.
A Taquigrafia de Gabelsberger tem um alfabeto completo de sinais para tanto consoantes quanto vogais. Os sinais consonantais foram criados pela simplificação de detalhes da letra cursiva latina. Os sinais vocálicos são usados principalmente quando uma vogal fica no início ou no fim de uma palavra; vogais no meio de palavras são representadas simbolicamente, principalmente pela variação da posição e do impacto do sinal consonantal seguinte. Ao contrário da prática em muitas taquigrafias do inglês (ex: Taquigrafia de Pitman), vogais nunca são completamente omitidas.
A maioria dos sistemas taquigráficos publicados após 1834 é completamente baseada no sistema de Gabelsberger. O sistema taquigráfico do alemão moderno, Deutsche Einheitskurzschrift, contém a maior parte dos sinais consonantais do alfabeto Gabelsberger, mas possui um sistema modificado de representação das vogais.
A Taquigrafia de Gabelsberger foi adotada por inúmeras línguas e foi particularmente bem sucedida na Escandinávia, nos países eslavos, e na Itália. Desde então, surgiu uma infinidade de sistemas taquigráficos baseados nos princípios gráficos criados por Gabelsberger.